# Басихин
Басихин — деревня в Стародубском муниципальном округе Брянской области.

## География
Находится в южной части Брянской области на расстоянии приблизительно 11 км по прямой на восток от районного центра города Стародуб.

## История
Упоминалась с первой половины XVII века как владение шляхтичей Карбовских, позднее у разных владельцев, с 1716 — Гудовичей. С 1670 до середины XVIII века село с Покровской церковью, позднее — деревня, в начале XX века была сооружена часовня (не сохранилась). В 1859 году здесь (деревня Стародубского уезда Черниговской губернии) было учтено 39 дворов, в 1892 — 65. До 2020 года входила в состав Десятуховского сельского поселения Стародубского района до их упразднения.

## Население
Численность населения: 305 человек (1859 год), 400 (1892), 22 человека в 2002 году (русские 100 %), 20 в 2010.